# Криявитэйтана
Криявитэйтана (бирм.ကြိယာဝိသေသန, санскр.क्रियाविशेषण - криявишешана, пали - криявисесана) — наречие в бирманском языке. В предложении стоит перед глаголом или выносится, в разговорном языке, в начало предложения. Так как в бирманском языке между словами не ставится пробела (см. сазу), многие наречия предстают в словаре как одно целое с глаголом. В качестве наречия выступают многие бирманские пословицы (сэкабоун). По семантическому значению делятся на пять групп: 
- Наречия времени (эчэйнпья криявитэйтана)
- Способа действия (эмуэйапья криявитэйтана)
- Ситуативные наречия (эчейэнейпья криявитэйтана)
- Наречия величины (пэманапья криявитэйтана)
- Вопросительные (эмей криявитэйтана)

Морфологически наречия делятся на четыре группы:
- Простые
- Хничейнтхэ криявитэйтана ("двухэтажные")
- Пьесисхэ криявитэйтана — содержащие специальный показатель пьеси.
- Каенлай криявитэйтана — содержащие эвфонический инкремент каен.